# Pedras de Fogo
Pedras de Fogo é um município brasileiro do estado da Paraíba. Sua população é de 29 662 habitantes (2022), distribuídos em 406,729 km² de área, resultando em uma densidade demográfica de 72,93 hab./km². Forma uma conurbação interestadual com a cidade pernambucana de Itambé.

## História
Por volta de 1680, o capitão-geral André Vidal de Negreiros, em virtude da alteração do seu testamento, doou à Nossa Senhora do Desterro de Itambé o Engenho Novo de Goiana. Com terras que se estendiam pela Paraíba, ele pretendia formar um grupo de pessoas com a mesma dignidade, em número de três, tendo como um dos participantes a Santa Casa de Misericórdia de Lisboa. Esta, por falecimento dos outros dois componentes, simulou cumprir a vontade do testador e mandou como adjunto um padre que se locupletou com os rendimentos. O desleixo chegou a tal ponto que fez ruir a capela e as imagens foram recolhidas para um celeiro.
Em torno da capela se formou um povoado, que recebeu primitivamente o nome de Desterro. Pouco tempo depois de sua fundação, o local veio a decadência e seus moradores se transferiram para Pedras de Fogo, povoado que começava a surgir, originário de uma feira de gado. Sua elevação à categoria de Vila ocorreu em 6 de agosto de 1860, com o território desmembrado do município de Pilar.